# Міленциці
Міленциці (пол. Milęcice) — село в Польщі, у гміні Любомеж Львувецького повіту Нижньосілезького воєводства.
Населення — 202 особи (2011).

## Демографія
Демографічна структура станом на 31 березня 2011 року:
|          | Загалом | Допрацездатний вік | Працездатний вік | Постпрацездатний вік |
| -------- | ------- | ------------------ | ---------------- | -------------------- |
| Чоловіки | 98      | 17                 | 73               | 8                    |
| Жінки    | 104     | 23                 | 56               | 25                   |
| Разом    | 202     | 40                 | 129              | 33                   |